# Thrashing
En informatique, le thrashing (littéralement « emballement ») est l'état d'un ordinateur avec mémoire virtuelle caractérisé par une fréquence des échanges de pages si élevée entre la mémoire RAM et le disque dur que ses performances s'en trouvent considérablement affectées et que très peu de ressources sont disponibles pour exécuter les applications des utilisateurs de l'ordinateur.
Cette situation peut causer une dégradation très importante de la performance de l'ordinateur. Elle peut ne pas se résoudre d'elle-même et peut nécessiter un ajustement de l'ordinateur ou des programmes impliqués.